# Szymanowo (powiat szamotulski)
Szymanowo – kolonia w Polsce położona w województwie wielkopolskim, w powiecie szamotulskim, w gminie Pniewy.
Szymanowo jest siedzibą sołectwa. Według obowiązującego w latach 1975–1998 podziału administracyjnego Polski miejscowość należała do województwa poznańskiego.